# Issaka Abdou
Issaka Abdou (ur. 22 stycznia 1980) – nigerski piłkarz występujący na pozycji napastnika.

## Kariera klubowa
W 1997 roku Abdou rozpoczął grę w Szwajcarii, a jego pierwszymi klubami były trzecioligowe FC Fribourg oraz Meyrin FC. Potem był zawodnikiem pierwszoligowego FC Luzern, jednak w sezonie 1999/2000 nie rozegrał tam żadnego spotkania. Następnie wrócił do trzeciej ligi, zostając graczem FC Vevey Sports 05. Po zdobyciu 13 bramek w 10 ligowych meczach, przeniósł się do drugoligowego BSC Young Boys, w którym dokończył sezon 2000/2001.
Kolejne zespoły w jego karierze to trzecioligowe FC Solothurn oraz FC Bulle. Grał też w Nigrze, w zespole Akokana FC i tam zakończył karierę.

## Kariera reprezentacyjna
W reprezentacji Nigru zadebiutował 5 lutego 1998 w przegranym 0:3 towarzyskim pojedynku z Marokiem.
W latach 1998–2006 w drużynie narodowej rozegrał trzy spotkania.